# Pillivuyt
Pillivuyt est une entreprise française spécialisée dans la céramique et les arts de la table. Elle a été fondée en 1818 par Jean Louis Richard Pillivuyt dans la commune de Mehun-sur-Yèvre dans le Cher. 
L'entreprise a été labellisée Entreprise du patrimoine vivant en 2009.

## Historique

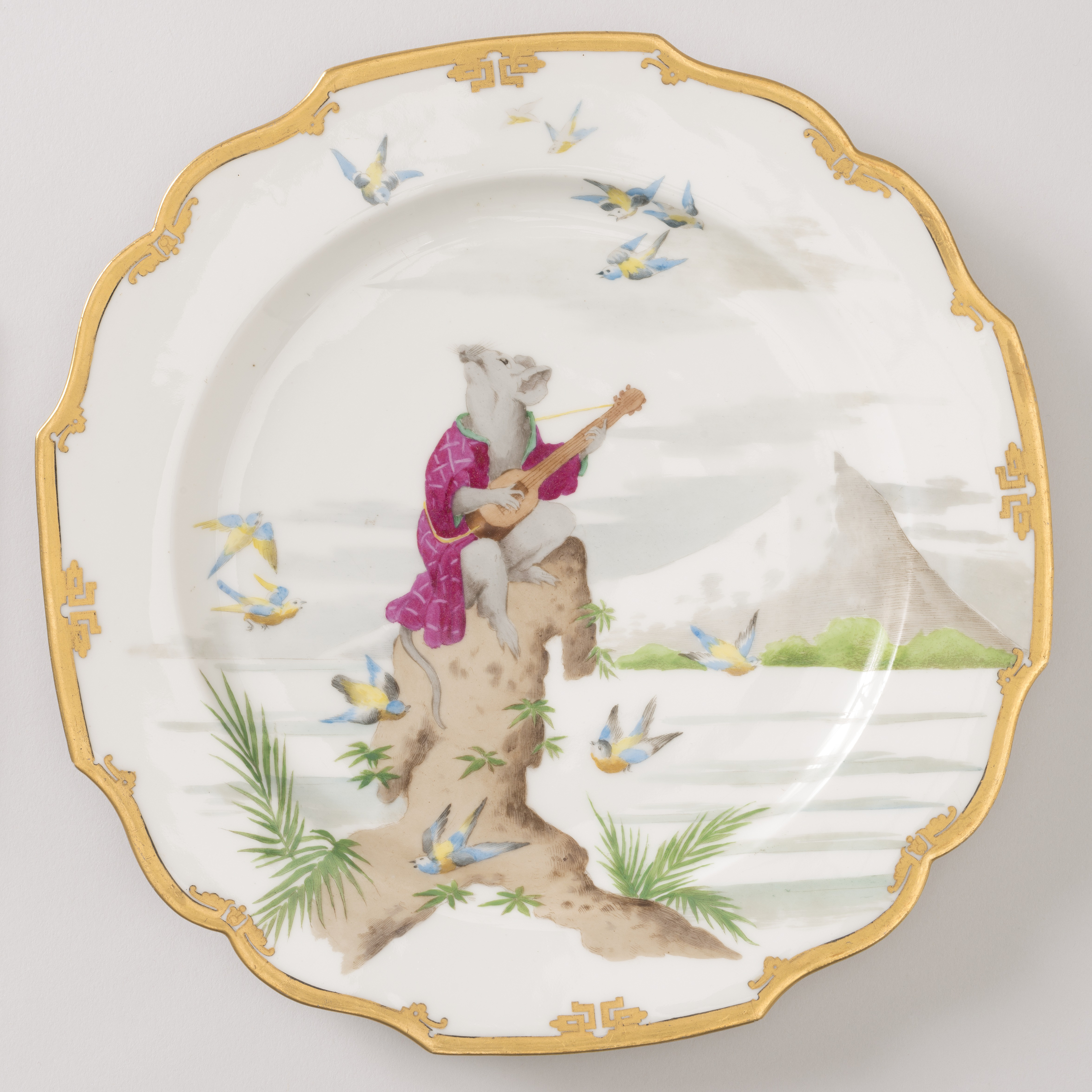
Assiette Pillivuyt de 1880.

### De la Suisse au Cher
Jean Louis Richard Pillivuyt est né en Suisse, à Yverdon dans le canton de Vaud. C’est en 1818 que Jean Louis Richard Pillivuyt s’installe dans le Cher où il crée la manufacture de porcelaine à Foëcy.
En 1823, il remporte sa toute première médaille à New York. En 1830, son fils aîné Charles Pillivuyt, né en 1810, est associé à la direction des affaires dès qu’il atteint l’âge de vingt ans et, en 1847; la première boutique Pillivuyt s’implante 46 rue de Paradis Paris 10e.

### Installation à Mehun-sur-Yèvre
En 1853, Charles part définitivement pour Mehun-sur-Yèvre, petite cité médiévale voisine de Foëcy. Pillivuyt remporte successivement une médaille d’or à l’exposition de Paris de 1855, à l’exposition de Londres de 1862, à l’Exposition universelle de 1867, à l’exposition de Paris de 1878 et à l’exposition de Paris de 1889.
En 1872, Charles Pillivuyt décède. La succession est assurée par son fils Louis II, âgé de seulement 24 ans, qui dirigera la manufacture pendant 40 ans et poursuivra l’œuvre de son père.

### La crise succède à l'euphorie
1900 : La concurrence internationale est importante et l’Allemagne est en tête des exportations. Pillivuyt doit se battre pour conserver ses marchés à l’étranger. Grâce à son agence de Londres (ouverte en 1884), Pillivuyt réussit à s’implanter sur les marchés internationaux et notamment dans les pays anglo-saxons ainsi qu’en Amérique du Sud. La cuisine française est cotée, et les chefs français n’emploient que du Pillivuyt.
1904 : Création de la tasse Bistrot à Pans (toujours fabriquée sous le nom de « Bar à Pans »).
1914 : Première Guerre mondiale, l’usine s’arrête partiellement.
1918 : C’est le redémarrage en force, avec des améliorations apportées à la cuisson et au façonnage. Trois à quatre cents ouvriers suffisent à cette production accrue. Pillivuyt devient la porcelaine de référence, celle qui passe du four à la table.

### Pillivuyt et A. Simon, une renaissance
1939 : Lors de la Seconde Guerre mondiale, Louis II, petit-fils des fondateurs, et Macquaire, l’ancien contremaître devenu associé, mettent l’usine au ralenti.
1945 : À la mort de Louis II Pillivuyt, c’est son fils Charles II qui lui succède. Il ne peut lutter contre la grande crise qui frappe l’industrie de la porcelaine en France comme ailleurs. Son père s’est ruiné en maintenant ouverts les ateliers durant la Seconde Guerre mondiale. Il est obligé de vendre en 1946 alors que l’affaire ne compte plus que vingt-huit ouvriers, des bâtiments et des machines abîmés. La famille Pillivuyt abandonne l’affaire et M. Simon, client de la Maison, en devient le directeur général.
1954 : Construction de deux fours tunnels de 60 m de long afin de doubler la production.
1962 : Cuisson au gaz de Lacq.

### Langenthal et Laufen
1963 : La Fabrique de porcelaine Langenthal entre dans le capital de Pillivuyt. Mort de Charles II Pillivuyt.
1984 : Un nouveau PDG, Jacques Noël, est nommé. Il insuffle à l’entreprise une nouvelle dynamique.
1988 : La société Pillivuyt entre au sein du groupe suisse Laufen spécialiste mondial de la céramique (celui-ci ayant fait l’acquisition de la fabrique de porcelaine de Langenthal).
1992 : Introduction de Pillivuyt dans la grande distribution sous la marque « Porcelaine du Reussy ». Pillivuyt poursuit son programme d’investissement avec la mise en service de deux autres presses de coulage, ce qui porte le parc à six machines.
1998 – 1999 : Installation sur le site de Mehun de six nouvelles machines.

### Nouvelle Pillivuyt
2001 : En mai l’usine Pillivuyt est mise en redressement judiciaire. Les quatre cadres dirigeants de Pillivuyt en place proposent un plan de reprise.
2002 : Le 3 janvier 2002 une nouvelle société se met en place. La direction de Pillivuyt est confiée aux quatre cadres dirigeants ainsi qu’à une soixantaine de collaborateurs, cadres, agents de maîtrise, employés et ouvriers. À ce groupe se joignent de nombreux investisseurs dont deux des principaux clients de Pillivuyt, ainsi que quelques fournisseurs. Parmi les investisseurs il y a Bertrand Pillivuyt, petit-fils du dernier propriétaire, venu participer à la reprise de ce patrimoine.
2004 : Lancement de la nouvelle gamme Louna en pâte Pillenium.
2006 : Rachat de la société de distribution parisienne A. Simon.
2007 : Visite de Nicolas Sarkozy en février lors de sa campagne présidentielle.
Création de bijoux en collaboration avec Patrick Moulin, jeune créateur de bijoux.
2009 : Inauguration du nouveau magasin d’usine. En décembre, Pillivuyt dépose son 1er brevet et reçoit le Label Entreprise du patrimoine vivant. Ce label vise à distinguer les entreprises françaises aux savoir-faire artisanaux et industriels d’excellence.
2017 : Outre la clientèle étrangère, notamment aux États-Unis et au Danemark, et la clientèle professionnelle de l'hôtellerie-restauration en France, Pillivuyt s'investit sur le marché de la porcelaine blanche haut de gamme pour les particuliers. Une assiette à angle droit est également promue.
2018 : Pillivuyt devient partenaire de l’émission culinaire à succès de M6 « Top Chef ».

## Visite
L'office du tourisme de Mehun-sur-Yèvre propose une visite des ateliers le jeudi.